# Полунин, Алексей Иванович (медик)
Алексе́й Ива́нович Полу́нин (19 сентября [1 октября] 1820, Бежецк, Тверская губерния — 3 октября 1888, Москва) — русский врач-патологоанатом, один из основоположников российской школы патологической анатомии, медицинский публицист и издатель. Доктор медицины, декан медицинского факультета и ординарный профессор Императорского Московского университета, тайный советник.

## Биография
Родился 19 ноября (1 декабря)  1820 года в семье Бежецкого уездного учителя Ивана Никитича Полунина. В 1827—1828 годах учился в Бежецком уездном училище, а в 1829 году — в Костромском уездном училище, где его отец получил должность смотрителя. В 1830 году поступил в Костромскую гимназию, но из-за смерти отца был помещён в Дом призрения в Москве (впоследствии — Александринский сиротский институт), учреждённый специально, для осиротевших во время холерной эпидемии. В 1837 году Полунин окончил в нём курс и поступил по экзамену на медицинский факультет Московского университета, где учился за счёт Александринского института. В 1840 году он был награждён золотой медалью за сочинение на латинском языке, написанное на конкурсную тему: «О средствах открывать присутствие мышьяка и о противоядиях мышьяка»; сочинение было издано факультетом. В том же году он получил денежную награду от Московского опекунского совета за «особенное прилежание и похвальное поведение».
Окончив с отличием (первым по списку) 10 июня 1842 года университетский курс со званием лекаря 1-го отделения, в августе он был отправлен за границу для усовершенствования в науках. Там он посещал лекции по физиологии, сравнительной анатомии и патологической анатомии, медицинскую физику, химию, токсикологию и др.

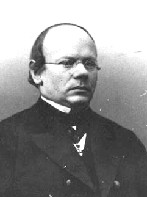
Алексей Иванович Полунин

В январе 1847 года Полунин возвратился в Москву и летом был назначен младшим врачом в Александринский сиротский институт, а в сентябре — исполняющим должность адъюнкт-профессора в терапевтическом отделении госпитальной клиники Московского университета. В это время в Москве началась эпидемия холеры и Полунин принялся за изучение этой болезни. Собрав большой научный материал он опубликовал и, 25 апреля 1848 года, защитил диссертацию на степень доктора медицины «Рассуждение о холере…». Его научные наблюдения над холерой были подтверждены другими учёными, диссертация была переведена на немецкий язык и издана в Лейпциге.
Будучи адъюнктом терапевтической клиники, Полунин читал студентам лекции и руководил их практическими занятиями; с 22 января 1849 года, после смерти профессора Филомафитского, стал читать лекций по физиологии больного человека; 19 мая 1849 года был утверждён в звании экстраординарного профессора организованной по его инициативе кафедры патологической анатомии и патологической физиологии; с 11 сентября 1853 года — ординарный профессор. Кроме патологической анатомии и патологической физиологии он читал ещё и общую терапию.
В 1853—1854 годы Полунин активно участвовал в борьбе с холерной эпидемией; был главным врачом холерной больницы на Ордынке.
С 1863 по 1879 год Полунин был деканом медицинского факультета Московского университета. На эту должность его избирали пять раз подряд; в этом выразилось чрезвычайное доверие к нему товарищей-профессоров. В то же время Полунин неоднократно исполнял обязанности ректора университета. За время нахождения Полунина в должности декана были открыты новые кафедры (гистологии и эмбриологии в 1865, нервных и душевных болезней и детских болезней в 1869), стали читаться новые курсы.
Ко времени пребывания Полунина на посту декана относится и так называемая «полунинская история». В 1869/1870 профессор факультетской терапевтической клиники Г. А. Захарьин был отправлен в заграничную командировку. Совет университета, за неимением другой кандидатуры, назначил на его место Полунина, который был вынужден согласиться против воли, т. к. давно отошёл от клинического преподавания. Вскоре после начала занятий студенты 4-го курса, недовольные качеством лекций, отказались их посещать. В ответ на это Совет университета пригрозил вообще закрыть 4-й курс, после чего большинство студентов дали подписку о посещении лекций Полунина, занятия возобновились и продолжались бесперебойно до конца учебного года, а 17 человек, отказавшихся от подписки, были исключены из университета. Эта история имела заметный резонанс в прессе, появились статьи, осуждавшие Полунина, и его образ был сильно скомпрометирован в глазах либеральной общественности. Нечто подобное представляла собой происшедшая сорок лет назад, в марте 1831 на факультете права т.н. маловская история, когда студенты резко выступили против совершенно неприемлемого уровня лекций профессора М. Я. Малова, все же уволенного из университета за профессиональную непригодность. 
Заслуженный профессор Московского университета с 1872 года; почётный член Московского университета с 1879 года.
Читал лекции по физиологии, патологической физиологии, общей патологии и патологической анатомии. Большое внимание он обращал на химические изменения, происходящие в больном организме, на микроскопические исследования. Его ученик Сергей Петрович Боткин отзывался о нём с большой похвалой и говорил, что он имел, «без сомнения, наибольшее влияние на развитие» студентов. Доктор Радулович указывал, что Полунин, «читая общую патологию и патологическую анатомию, имел привычку, при случае, экзаменовать студентов V-го курса по всем отраслям медицины, боясь вручить диплом недостойному студенту, могущему нанести вред больным». С февраля 1850 года Полунин читал также общую терапию вместо декана медицинского факультета Н. Анке.
В 1849 году Полунин вступил в число членов Московского физико-медицинского общества; с 1850 до 1858 года был секретарём общества; с 1866 по 1870 года — президентом. В 1852 году был избран членом Московского общества испытателей природы, а в следующем году — Общества русских врачей (в Санкт-Петербурге). Кроме того, был членом Московского комитета охранения народного здравия и многих других учёных обществ, в которых делал доклады и сообщения и вообще принимал участие в их деятельности.
Полунин обладал большой способностью к философским обобщениям; воззрения его на взаимную связь различных наук и на их значение для общественной жизни были научны и трезвы.
С 1851 до 1859 года Полунин издавал «Московский врачебный журнал», в котором помещал собственные научные работы и труды наиболее выдающихся тогда русских ученых: В. В. Бессера, В. А. Басова, A. H. Бекетова, А. Ю. Давидова, Г. A. Захарьина, Ф. И. Иноземцева, В. Н. Лешкова, Л. С. Севрука, своего студента И. М. Сеченова и других. В приложениях к журналу он стал издавать переводы наиболее значительных медицинских сочинений иностранных учёных; выпускал их и отдельными изданиями. В 1853—1859 годах была издана его «Патология и терапия…», составленная посредством переработки сочинений Канштатта, Вундерлиха, Рокитанского, Вирхова и других учёных, с добавлением собственных научных исследований.
В течение 20 лет А. И. Полунин работал в тесном, холодном и сыром здании Патологического музея, который находился при Екатерининской больнице, вследствие чего у него развилось хроническое заболевание суставов. И в 1879 году он оставил университетскую службу. Совет университета избрал его своим почётным членом; Общество русских врачей в Санкт-Петербурге 22 ноября 1884 года также избрало его почётным членом.